# Evil Rabbit Records
Evil Rabbit Records is een onafhankelijk Nederlands platenlabel, dat jazz en geïmproviseerde muziek uitbrengt. Het werd in 2006 opgericht door pianist Albert van Veenendaal en de Duitse contrabassist Meinrad Kneer. Op het label is muziek van deze twee uitgekomen, maar ook van Tone Dialing (een groep van Jorrit Dijkstra, Paul Pallesen en Steve Heather), Marko Cicilliani, een duo van Audrey Chen en Robert van Heumen, Gianni Lenoci en een groep van Mark Lotz en Islak Köpek. Het label is gevestigd in Amsterdam.